# Oštrelj (Bosanski Petrovac)
Oštrelj ist eine Siedlung in der Gemeinde Bosanski Petrovac im Nordwesten von Bosnien und Herzegowina. Die Bevölkerung hat stark abgenommen; im Jahr 2013 wurden noch fünf Einwohner gezählt.

## Geographie
Oštrelj ist rund 12 Kilometer von Bosanski Petrovac entfernt. Das Dorf liegt in einem Gebiet mit reichen Laub- und Nadelwaldvorkommen auf dem Kamm zwischen den Bergen Klekovača und Osječenica unter dem 1330 m ü. M. hohen Gipfel Oštrelj und an der auf 1031 Metern gelegenen Passhöhe der Straße von Petrovac nach Drvar.

## Geschichte

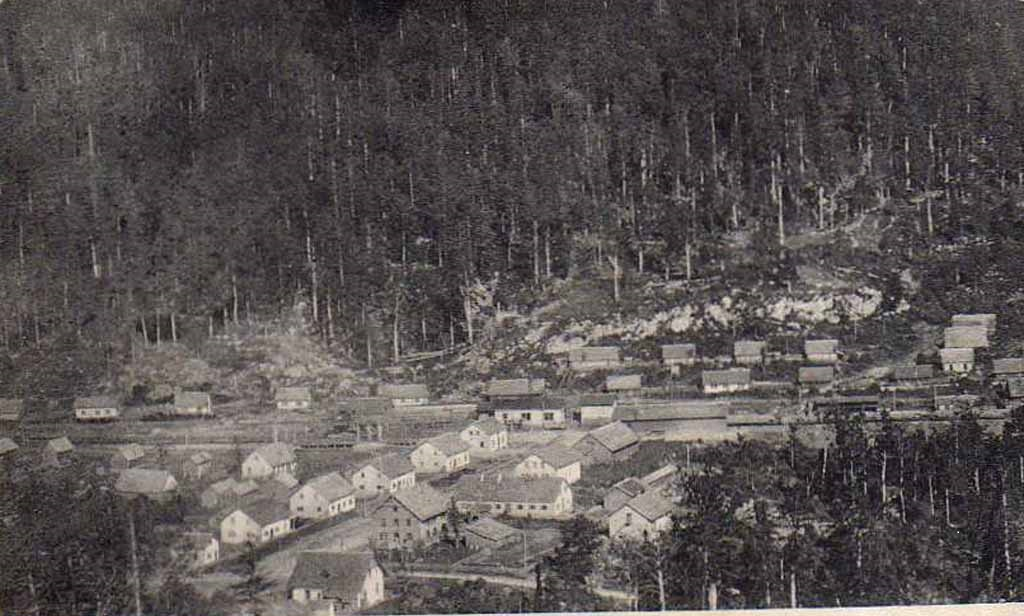
Oštrelj zu Beginn des 20. Jahrhunderts.

Am Ende des 19. Jahrhunderts begann der bayerische Unternehmer Otto Steinbeis mit dem Export von Holzprodukten aus Bosnien. Sein Unternehmen betrieb eine eigene Schmalspurbahn, die sogenannte Steinbeisbahn, mit der Hauptlinie Prijedor–Srnetica–Knin mit einem Bahnhof auf dem Pass in Oštrelj. Die Steinbeisbahn kam nach dem Ersten Weltkrieg in den Besitz der Forstunternehmung ŠIPAD. Oštrelj hatte damals 360 Einwohner und eine große Zahl von Zupendlern. Im Dorf gab es eine Grundschule, einen Polizeiposten, mehrere Restaurants und diverse Einkaufsmöglichkeiten. 

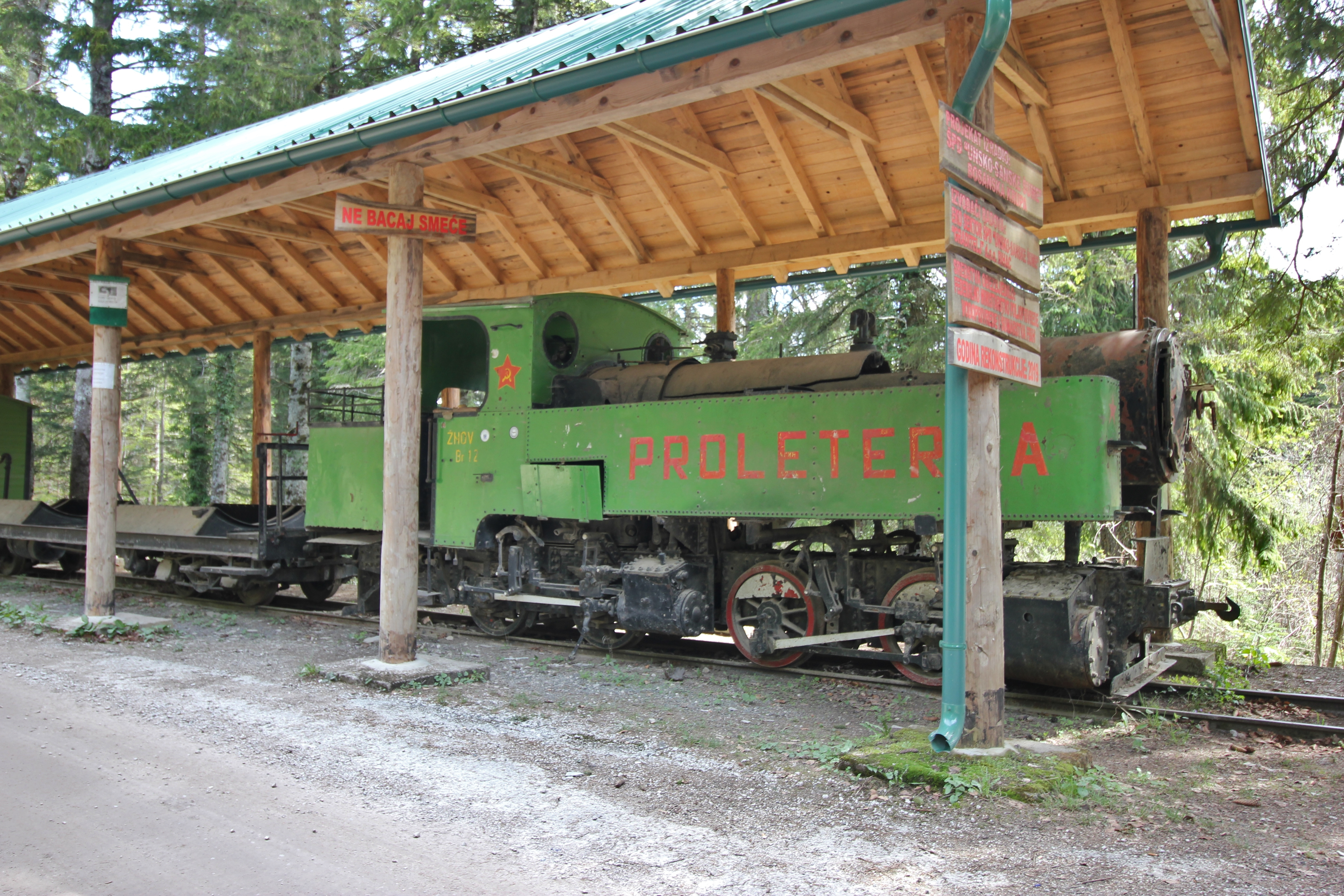
Restaurierter Partisanenzug in Oštrelj

In Oštrelj steht ein Eisenbahnzug, der während des Zweiten Weltkriegs von Josip Broz Tito und den von ihm geführten jugoslawischen Partisanen benutzt wurde. Der Zug wurde restauriert und steht als nationales Kulturdenkmal von Bosnien und Herzegowina unter Schutz.
Nach den XIV. Olympischen Winterspielen in Sarajevo im Jahr 1984 wurde Oštrelj ein Wintersportort mit einem Skilift.

## Bevölkerung
Die Einstellung des Bahnbetriebs 1975 führte zu einem starken Bevölkerungsrückgang. Im Bosnienkrieg wurde dann einen Großteil der verbliebenen Bewohner vertrieben.
| Bevölkerungsgruppe | 1971 | 1981 | 1991 | 2013 |
| ------------------ | ---- | ---- | ---- | ---- |
| Serben             | 146  | 15   | 46   |      |
| Jugoslawen         | –    | 45   | 1    |      |
| andere             | 16   | 1    | 3    |      |
| Total              | 162  | 61   | 50   | 5    |

## Bilder

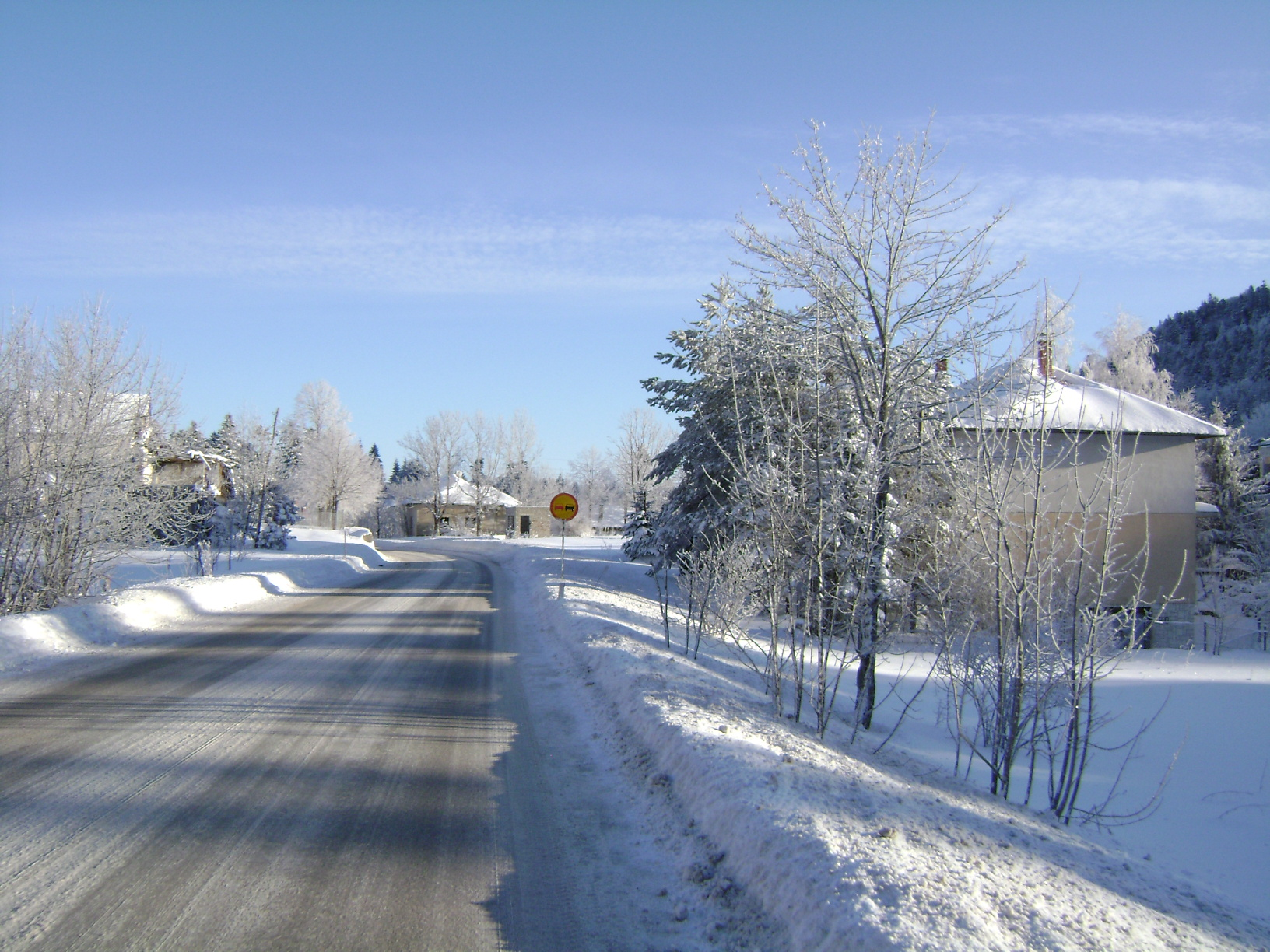
Oštrelj im Winter
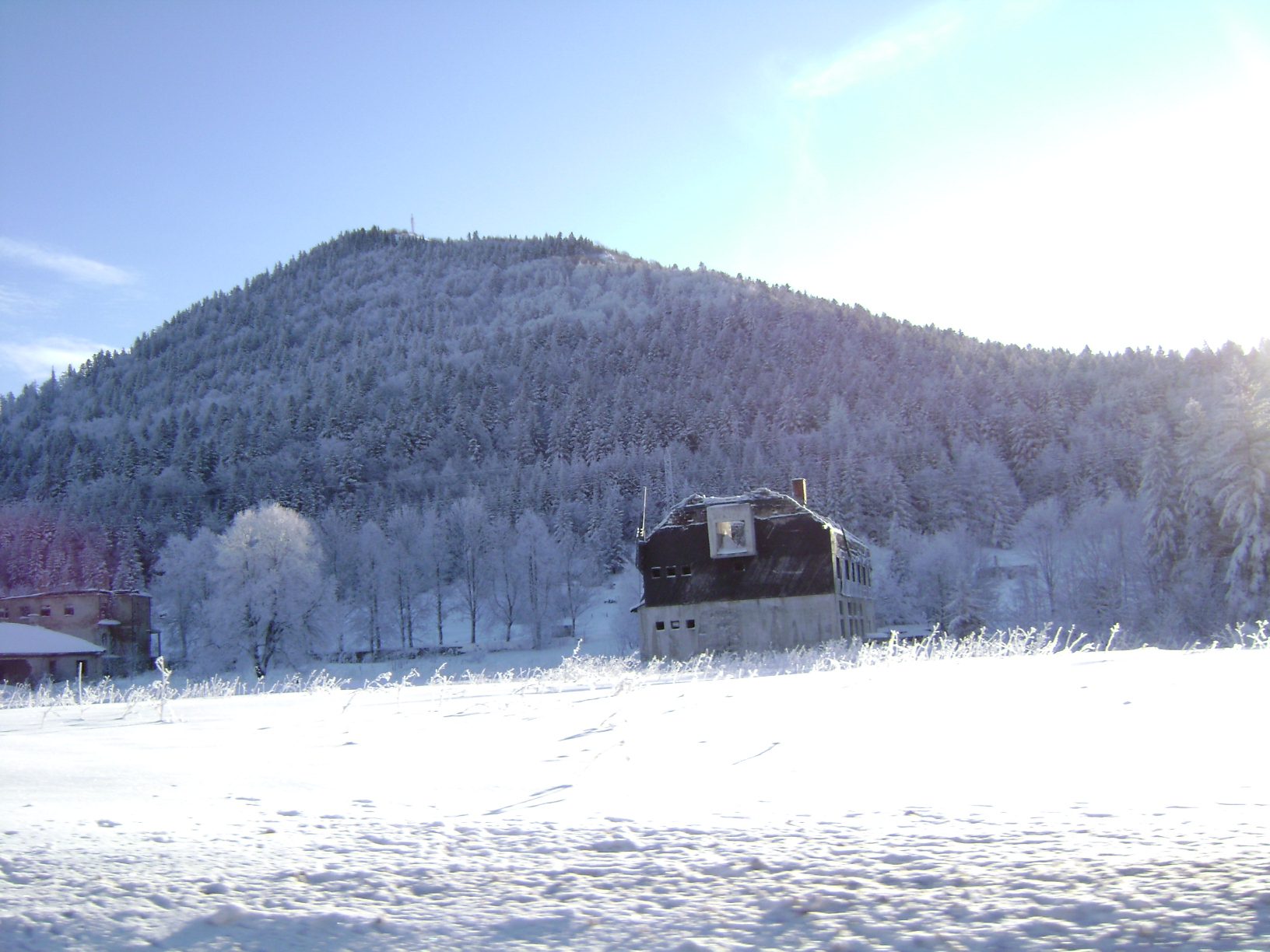
Oštrelj wurde zu einem Skiort.
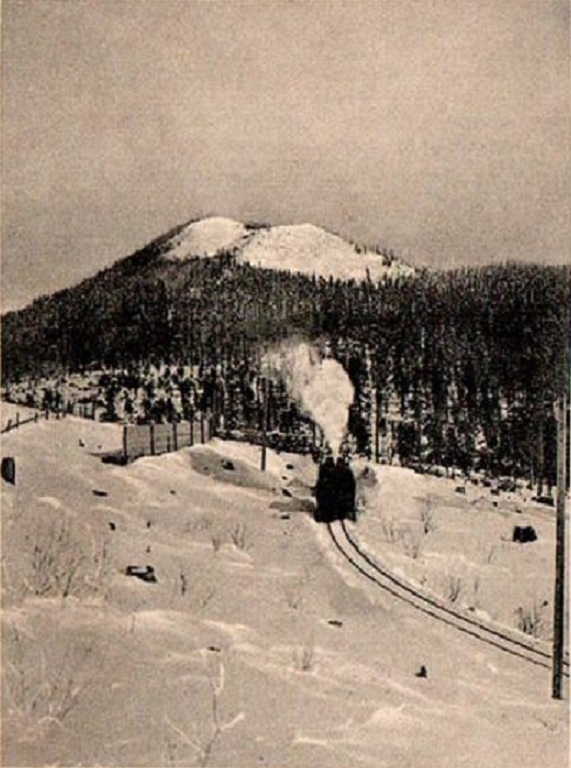
Steinbeisbahn bei Oštrelj